# Carlo Rainaldi
Carlo Rainaldi (ur. 4 maja 1611 w Rzymie, zm. 8 lutego 1691 tamże) – architekt włoski, przedstawiciel baroku rzymskiego. Jego budowle cechuje monumentalizm i silne efekty światłocieniowe.

## Życiorys
W 1673 został przewodniczącym Akademii Świętego Łukasza w Rzymie.
Zrealizował następujące projekty
- kościół Sant'Agnese in Agone przy Piazza Navona w Rzymie (od 1625)
- kościół S. Maria in Campitelli, zrealizowany w latach 1663–1667
- bliźniacze świątynie kopułowe przy Piazza del Popolo – S. Maria in Montesanto, zrealizowany w latach 1662–1675, (z udziałem G.L. Berniniego i C. Fontany) i S. Maria dei Miracoli, zrealizowany w latach 1662–1679, przy współpracy C. Fontany
- w 1665 ukończył fasadę kościoła S. Andrea della Valle
- w 1673 ukończył część absydalną kościoła Santa Maria Maggiore